# Fumana procumbens
Fumana procumbens là một loài thực vật có hoa trong họ Nham mân khôi. Loài này được (Dunal) Gren. & Godr. mô tả khoa học đầu tiên năm 1847.

## Hình ảnh

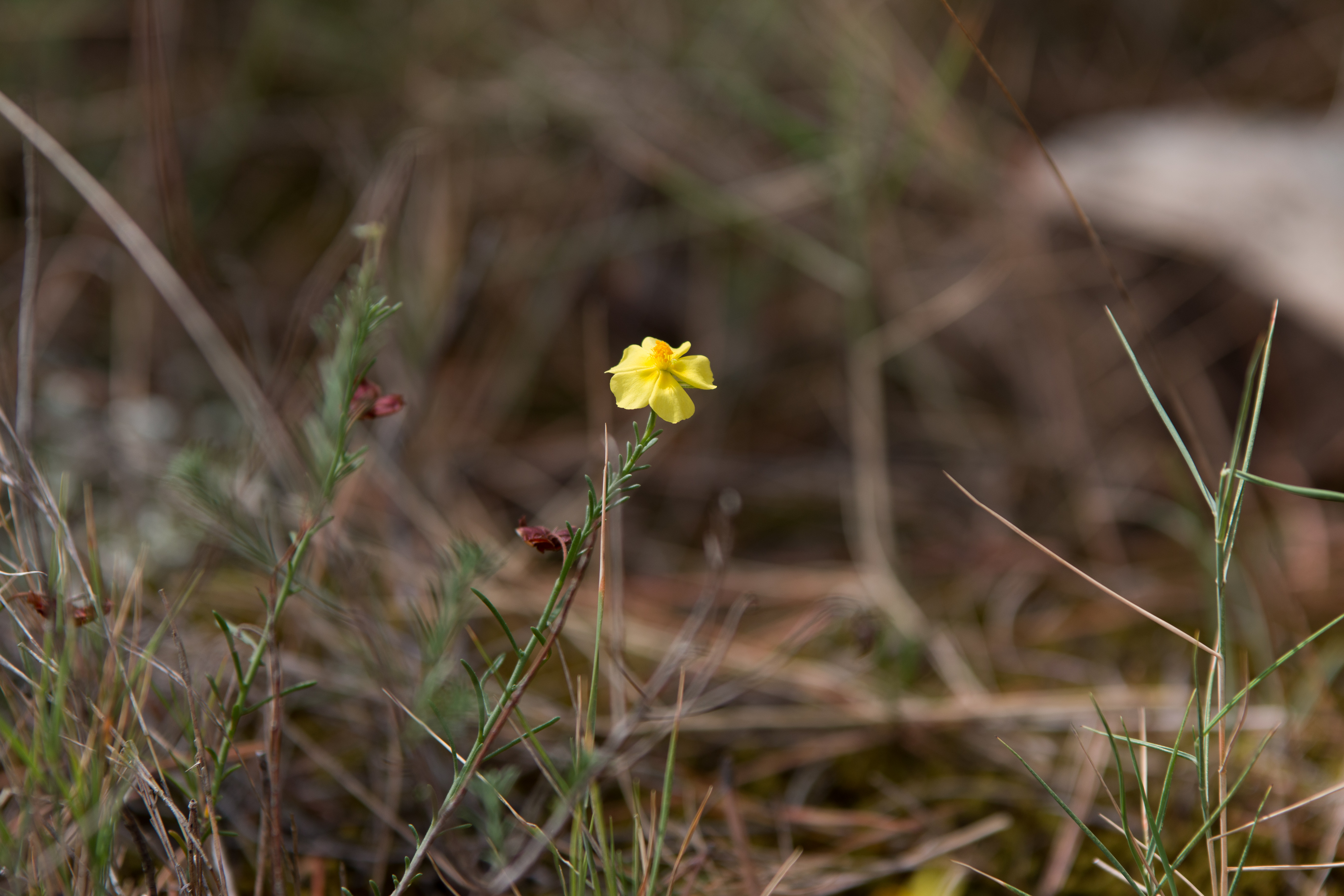
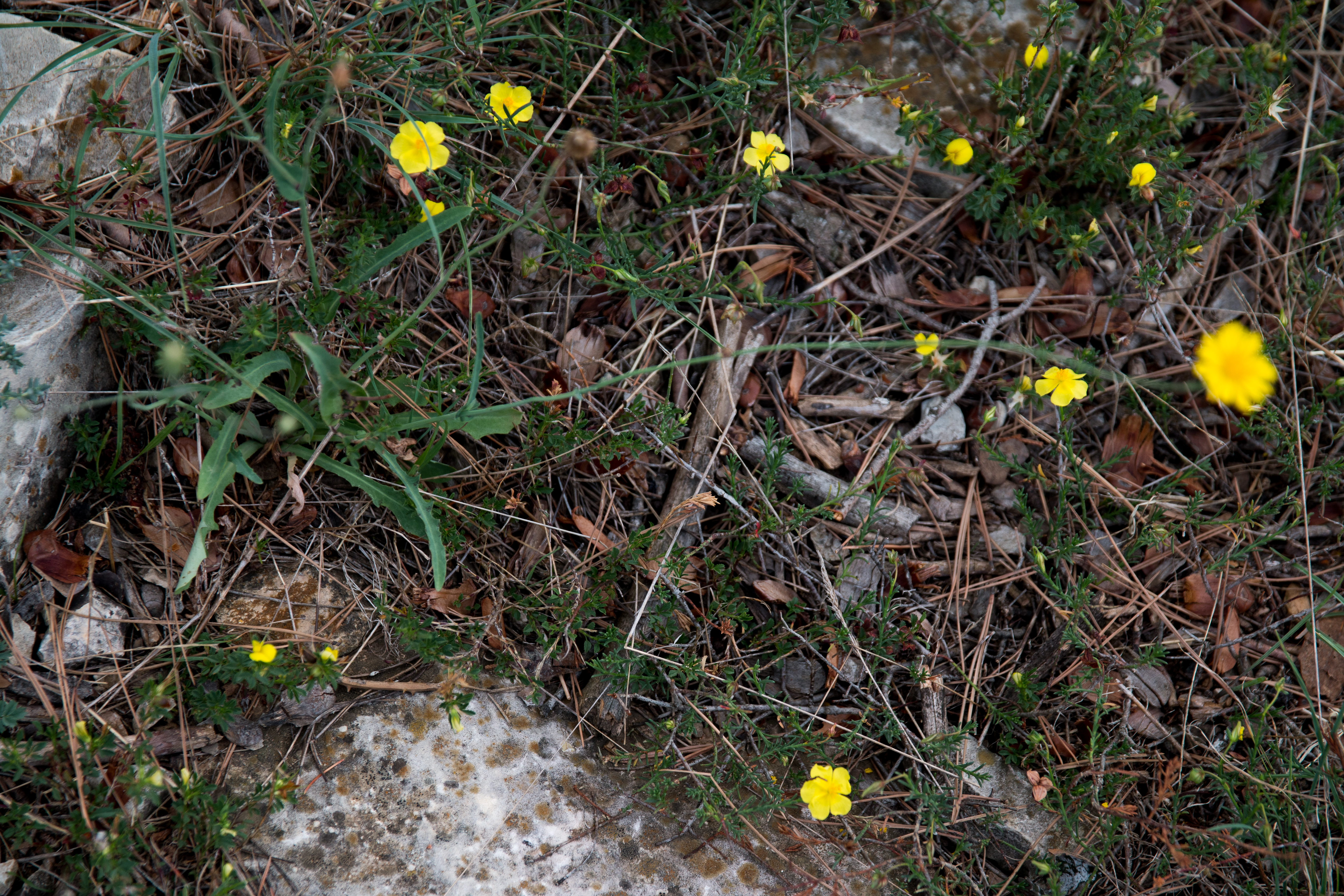
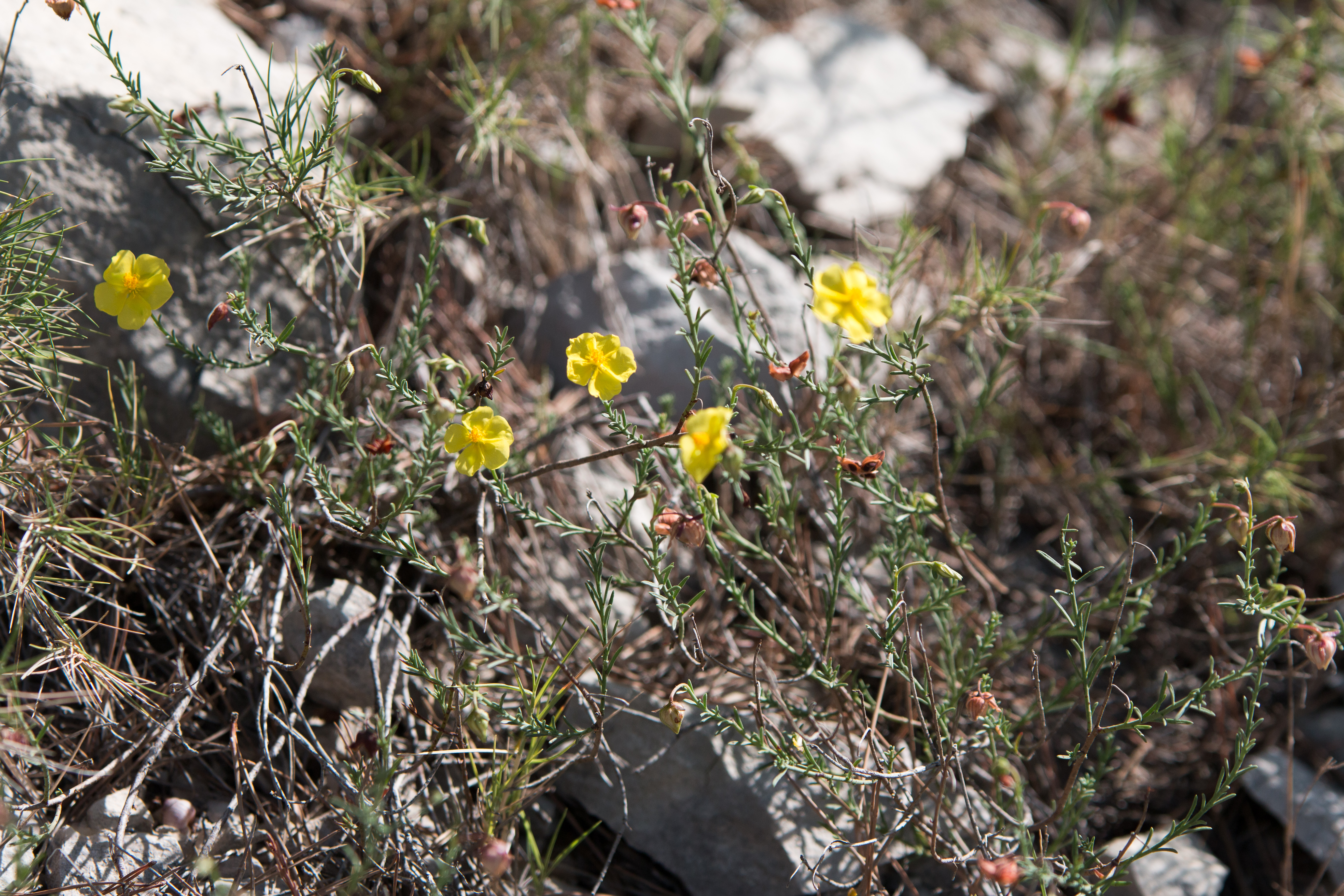
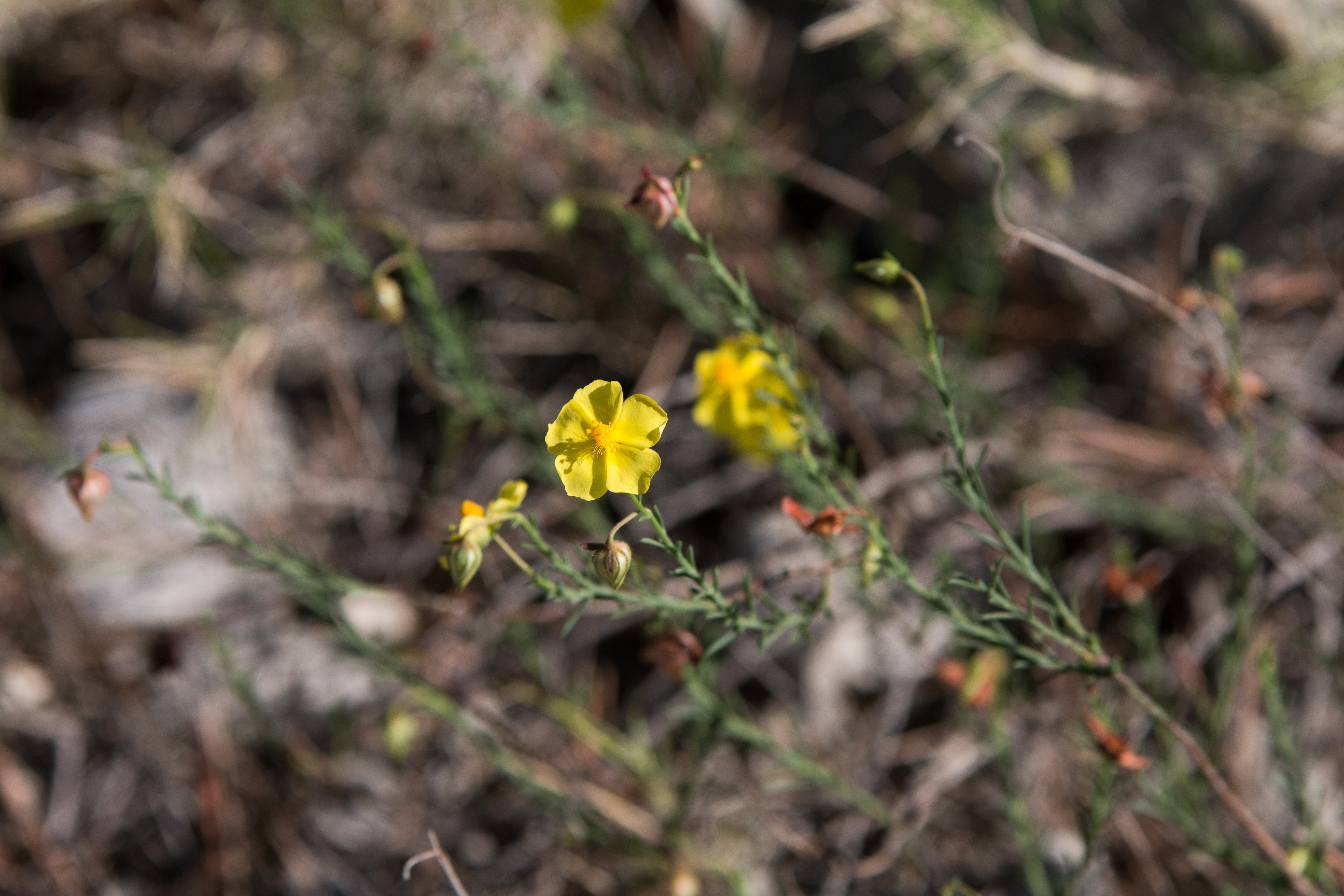